# Золототрубов, Фёдор Игнатьевич
Фёдор Игнатьевич Золототрубов (1918—1990) — старший сержант Советской Армии, участник Великой Отечественной войны, Герой Советского Союза (1945).

## Биография
Фёдор Золототрубов родился 28 сентября 1918 года в деревне Русская Гвоздёвка (ныне — Рамонский район Воронежской области). В 1932 году он окончил семилетнюю школу. В 1934—1938 годах проживал и работал в Воронеже. В 1938—1939 годах Золототрубов служил в Рабоче-крестьянской Красной Армии. В 1941 году он повторно был призван на службу. С июля того же года — на фронтах Великой Отечественной войны. Принимал участие в боях на Западном, Донском, Степном, 2-м и 1-м Украинском фронтах. К январю 1945 года старший сержант Фёдор Золототрубов командовал орудием 683-го артиллерийского полка 214-й стрелковой дивизии 52-й армии 1-го Украинского фронта. Отличился во время Сандомирско-Силезской операции.
В ночь с 25 на 26 января 1945 года Золототрубов по тонкому льду перекатил своё орудие через Одер и открыл огонь по немецким войскам. Действия Золототрубова способствовали успешному захвату, удержанию и расширению плацдарма на западном берегу реки в районе города Олава. 27 января получил тяжёлое ранение и был отправлен в госпиталь, в котором находился до конца войны.
Указом Президиума Верховного Совета СССР от 10 апреля 1945 года за «мужество и героизм, проявленные при форсировании Одера и в боях на захваченном плацдарме» старший сержант Фёдор Золототрубов был удостоен высокого звания Героя Советского Союза с вручением ордена Ленина и медали «Золотая Звезда» за номером 8711.
В 1946 году Золототрубов был демобилизован. В 1950—1959 годах служил в органах МВД СССР. Проживал в деревне Татаренкова Курского района Курской области, умер 23 декабря 1990 года.
Был также награждён орденами Отечественной войны 1-й степени и Красной Звезды, рядом медалей.